# 吴圩机场站
吴机场站位于中华人民共和国广西壮族自治区南宁市江南区，是南凭高速铁路上的高铁站（也是南凭高速铁路上唯一一座地下车站），与南宁吴圩国际机场共构，2022年12月5日启用。

## 歷史
- 2022年12月5日启用。

## 车站结构
本站站台形式为地下双岛式站台。

## 外部連結
- 中国铁路客户服务中心 （页面存档备份，存于）